# Charles Redland
Charles Gustaf Mauritz Redland, ursprungligen Karl Gustaf Mauritz Nilsson, född den 7 juli 1911 i Södertälje stad, död 18 augusti 1994 i Saltsjöbaden, var en svensk kompositör, kapellmästare och multiinstrumentalistisk musiker (saxofon, klarinett, cello, trumpet, trombon, dragspel och marimba).

## Biografi
Charles Redland var ett musikaliskt underbarn som debuterade som cafépianist vid tre års ålder. Innan han börjat skolan behärskade han trummor, banjo och flera stråkinstrument. Under skoltiden lärde han sig saxofon, kornett, trombon och cello och var trumslagare i fadern John Redlands dansorkester.
Debuten som yrkesmusiker kom 1929. Hans talang som multiinstrumentalist utvecklades hela livet och enligt honom själv så hade han spelat "allt utom altfiol och harpa". Hösten 1930 startade han en egen orkester på nattklubben Barbarina. När Arne Hülphers övertog Håkan von Eichwalds orkester på Fenixpalatset började Redland där som trombonist och saxofonist. Men tre månader senare startade han åter en egen orkester och han var sedan verksam som kapellmästare fram till mitten av 1970-talet.
Han gjorde sin första skivinspelning 1935 (undantaget en privatinspelning från 1933 som sedermera givits ut på cd), och under 1930- och 1940-talen gjorde han en rad inspelningar under eget namn för bland annat Kristall, Sonora och Columbia. Många av dessa är av stort jazzintresse och bland de medverkande musikerna finns kända namn som Stig Holm, Zilas Görling och George Vernon.
Redland var också verksam som kompositör och arrangör och komponerade musiken till flera filmer och TV-serier. Under 1970-talet lämnade han musikeryrket.

## Filmografi

### Roller i urval
- 1972 – Anderssonskans Kalle
- 1958 – Jazzgossen
- 1934 – Sången till henne

### Musik i urval
- 1977 – 91:an och generalernas fnatt
- 1976 – Agaton Sax och Byköpings gästabud
- 1974 – Rännstensungar
- 1973 – Anderssonskans Kalle i busform
- 1972 – Anderssonskans Kalle
- 1969 – Kråkguldet (TV-serie)
- 1968 – Under ditt parasoll
- 1968 – Freddy klarar biffen
- 1967 – Kullamannen (TV-serie)
- 1965 – Pang i bygget
- 1965 – Att angöra en brygga
- 1965 – Salta gubbar och sextanter
- 1965 – Modiga mindre män
- 1964 – För att inte tala om alla dessa kvinnor
- 1964 – Åsa-Nisse i popform
- 1964 – Tre dar på luffen
- 1963 – Mordvapen till salu
- 1963 – Tre dar i buren
- 1962 – Sten Stensson kommer tillbaka
- 1962 – Raggargänget
- 1961 – Åsa-Nisse bland grevar och baroner
- 1961 – Briggen Tre Liljor
- 1961 – När seklet var ungt
- 1960 – Alla vi barn i Bullerbyn (TV-serie)
- 1959 – Mälarpirater
- 1959 – Lejon på stan
- 1959 – 91:an Karlsson muckar (tror han)
- 1959 – Fröken Chic
- 1959 – Himmel och pannkaka
- 1958 – Jazzgossen
- 1958 – Bock i örtagård
- 1957 – Far till sol och vår
- 1957 – Blondin i fara
- 1957 – Mästerdetektiven Blomkvist lever farligt
- 1957 – Lille Fridolf blir morfar
- 1957 – Sjutton år
- 1957 – 91:an Karlsson slår knock out
- 1957 – Möten i skymningen
- 1956 – Sista paret ut
- 1956 – Sceningång
- 1955 – Finnskogens folk
- 1954 – Två sköna juveler
- 1954 – I rök och dans
- 1953 – Ursula – flickan i finnskogarna
- 1953 – Bror min och jag
- 1952 – Kalle Karlsson från Jularbo
- 1952 – Snurren direkt
- 1951 – Det var en gång en sjöman
- 1949 – Hin och smålänningen
- 1948 – Marknadsafton
- 1948 – Robinson i Roslagen
- 1946 – Bröllopet på Solö
- 1944 – Stopp! Tänk på något annat
- 1944 – Örnungar
- 1944 – En dotter född
- 1943 – En flicka för mej
- 1943 – Professor Poppes prilliga prillerier
- 1943 – En fånge har rymt
- 1942 – Olycksfågeln nr 13

## Diskografi
- Live at Tanto. LP. Club 78. 1974.
- Blue evening. 1937-49. LP. Odeon : 4E 054-35168. 1975
- Big band music is great for dancing. LP. Koster : KLPS 146. 1985